# Epifanio Méndez Fleitas
Epifanio Méndez Fleitas (San Pedro del Paraná, 7 de abril de 1917-Buenos Aires, 22 de noviembre de 1985) fue un músico, poeta, político, escritor, ensayista paraguayo. Es tío del expresidente paraguayo Fernando Lugo.

## Primeros pasos
Su vida se desenvolvió en los mundos de la política, la música y la actividad intelectual. Así, ocupó diversos cargos en la administración pública (fue jefe de la Policía entre 1949 y 1952 y presidente del Banco Central del Paraguay desde 1952 hasta 1955).

## Trayectoria
Por su carácter fuerte y decidido, se destacó como protector y promotor de los músicos paraguayos. Con grabaciones del “Conjunto San Solano” logró dejar para la posteridad una bella aunque no extensa obra creativa en materia de músicas populares.

## Últimos años
Falleció en Buenos Aires el 22 de noviembre de 1985.

## Obras
Como poeta y ensayista es autor de los títulos:
- “Sueños de un adolescente” (1936)

- “Bajo la verde arboleda” (1940)

- "El coloradismo no será destruido" (1949)

- "El orden para la libertad" (1951)

- “Diagnosis paraguaya” (1965)

- "Psicología del colonialismo. Imperialismo del Yanqui-Brasilero en el Paraguay" (1971)

- “Lo histórico y lo antihistórico en el Paraguay” (1976).

- "Carta a los liberales" (1979)

- "Carta a un compañero" (1980)

Como músico es autor de unas cuarenta canciones de proyección folklórica, algunas de ellas muy populares, tales como:
- “Che jazmín”

- “Che mbo'eharépe” (con poesía en guaraní de Teodoro Salvador Mongelós, uno de los más importantes escritores sociales del Paraguay en el siglo XX)

- “Serenata” (emblemática canción amatoria que, según algunos de sus biógrafos fue dedicada a su patria)

- “La canción del demócrata”

- “20 de abril”

- “Hekovia techaga'u”

- “Tekovai mboyve”

- “San Pedro del Paraná”

- “Kokue jara purahéi”, entre otras.

## Familia
Sus padres eran Catalina y Prudencio, se casó con Fredesvinda Vall, con la cual tuvo seis hijos: Teresa, Epifanio, Bernandino, Prudencio, Maricruz y José.
La familia se fue multiplicando hasta los nietos.
Uno de sus sobrinos es el expresidente del Paraguay, Fernando Lugo Méndez.